# بني حسين (ولاية سطيف)
بني حسين (بالإنجليزية: Beni Hocine)‏ هي مدينة وبلدية الجزائرية تابعة إداريا وإقليميا إلى دائرة بوقاعة الكائنة في ولاية سطيف، تقع شمال غرب ولاية سطيف، تبعد عن مدينة سطيف 37 كلم، وهي بلدية تعدادها السكاني حوالي 15000 نسمة، يمارس سكانها الزراعة وتربية الماشية، وتشتهر بتربية الدواجن بجميع أنواعها، كما تعرف بتسمين العجول، وتربية أبقار الحليب، كما يمارسون التجارة، والصناعة والحرف، ومن أهم مواردها الاقتصادية السياحة، بل هي من أهم الأقطاب السياحية في الجزائر وذلك لأنها تمتاز بالينابيع المعدنية، والأماكن الطبيعية الخلابة، ومحاصيلها الزراعية وينابيع المياه، كما تضم منابع للمياه العذبة أيضا..

## حقائق سريعة
- بني حسين بلدية ومدينة جزائرية تابعة إقليمياً وإدارياً إلى دائرة بوقاعة التابعة إلى ولاية سطيف الجزائرية.
- تقع بلدية بني حسين شمال شرق الجزائر، وفي الشمال الغربي لـ ولاية سطيف عاصمة الهضاب العليا، شمال غرب مركز الولاية مدينة سطيف الجزائرية في الجهة الشرقية من إقليم الهضاب العليا، وفي الإقليم الشمال الشرقي الجزائري.
- تقع بلدية بني حسين على دائرة عرض : 36.2590992 وخط طول : 5.0521422، وعلى ارتفاع 900 متر فوق سطح البحر، في الموقع الفلكي 36° 16′ 20″ شمالاً, 5° 07′ 39″ شرقاً.
- يمر بـ بلدية بني حسين الطريق الوطني رقم 103.
- يوجد بـ بلدية بني حسين شبكة من الطرق البلدية والتي تربط جميع الأماكن الحضرية، والتجمعات السكانية بـ البلدية ببعضها

البعض.
- يبعد مركز ولاية سطيف مدينة سطيف عن بلدية بني حسين بـ 37 كلم.

## جغرافيا
توجد بلدية بني حسين  شمال شرق البلاد (الجزائر)، ضمن الإقليم الشمالي الشرقي الجزائري، وفي إقليم الهضاب العليا، في الجهة الشرقية من الإقليم، وبالضبط في عاصمة الهضاب العليا (ولاية سطيف)، في الجهة الشمالية الغربية من الولاية، على دائرة عرض : 36.2590876 وخط طول : 5.0518614 وعلى ارتفاع 900 متر فوق سطح البحر.

### الموقع
* الموقع الجغرافي: بني حسين (ولاية سطيف) Beni Hocine

## المناخ
- مناخ بني حسين (ولاية سطيف) متوسطي (أقاليم مناخية: Csa)

* الطقس : بني حسين (ولاية سطيف) Beni Hocine

## وصلات خارجية
- موقع ولاية سطيف
- مدونة التربية والتعليم (موقع مديرية التربية لولاية سطيف)
- مديرية التجارة لولاية سطيف
- إذاعة سطيف (البث الحي)
- الموقع الرسمي لمديرية التخطيط والتهيئة العمرانية لولاية سطيف
- La Compagnie genevoise des colonies suisses de Sétif الشركة الجنيفية للمستعمرات السويسرية
- سطيف انفو - عربي، فرنسي
- السطايفي - سطيف الجزائر - فرنسي
- سطيف نت - عربي، فرنسي، أمازيغي
- سطيف - فرنسي